# Schüler-Ruder-Riege Leibniz-Gymnasium Bad Schwartau
Die Schüler-Ruder-Riege im VDF des Leibniz-Gymnasiums in Bad Schwartau e. V. (SRRLG) ist ein 1949 gegründeter Rudersportverein aus Bad Schwartau.

## Geschichte
Der Schüler-Ruder-Verein der Oberschule Bad Schwartau wurde am 25. März 1949 gegründet. 1951 begann der Bau des neuen Bootshauses am toten Arm der Trave und wurde bereits am 5. Juli 1951 eingeweiht. Zwei Jahre darauf folgte die erste eigene Steganlage. Der Verein zählte bereits mehr als 40 Mitglieder, die zusammen über 15.000 Jahreskilometer erruderten.
In den 1950er-Jahren ruderte der Verein Wanderfahrten und nahm an Regatten im näheren Umland teil. Unter anderem wurde der Wanderpreis der Lübecker Nachrichten (1951 bis 1954) und verschiedene Rennen bei Schülerregatten gewonnen. 1955 wurden Siege in Lübeck, Hamburg, Kiel und Ratzeburg errudert und wurden mit insgesamt sechs Siegen erfolgreichster Verein auf der Lübecker Schüler-Ruder-Regatta.
In den 1960er-Jahren verlagerte sich das Vereinsleben verstärkt zum Rennrudern. So holten sich alle drei SRV-Boote den Landesmeistertitel und qualifizierten sich für die Deutschen Schülermeisterschaften. Bei den Bundesvergleichskämpfen in Hamburg wurden zwei Boote Schülermeister.
1971 wurde das Bootshaus erweitert und in diesem Zuge mit einem Stromanschluss ausgestattet. Zudem wurden neue Sanitäranlagen mit Brunnen und Klärgrube errichtet.
1979 übernahm der Verein der Freunde die Rechtsträgerschaft des Schüler-Ruder-Vereins. 1984 wurde der Schüler-Ruder-Verein auf seinen jetzigen Namen Schüler-Ruder-Riege im Verein der Freunde des Leibniz-Gymnasiums Bad Schwartau umbenannt.
Seit 1985 ist es möglich, die Abiturprüfung vom Fach Sport im Rudern abzulegen.
In den Jahren 2010/2011 erhielt der Verein seinen aktuellen Steg. 2015 gewann die SRR erstmals den 2. Platz des DRV-Wanderruderpreis in der Kategorie Schülerruderriegen.

## Lage der SRR
Seit 1951 liegt das Bootshaus der SRRLG am toten Arm der Trave. Zuvor war die SRR bei der Lübecker Ruder-Gesellschaft von 1885 untergebracht. Der Verein liegt dort relativ ruhig, weil der Schiffsverkehr der Lübecker Innenstadt den Durchstich der Trave nutzt. Somit fahren hauptsächlich Segler und Yachbesitzer der Nachbarvereine auf dem Altarm. Direkt neben der SRR liegt das Bootshaus des Schülerruderclubs Mühlenberg und schräg gegenüber liegt der Übungsplatz der Bundespolizeiakademie Lübeck.
Über die Trave kann Richtung Nord-Osten nach Gothmund, Schlutup bis Travemünde gerudert werden. Bei schlechterem Wetter oder zur Anfängerausbildung bietet sich die Schwartau Richtung Norden an. Richtung Süd-Westen kann die Trave in die Lübecker Innenstadt und darüber hinaus bis Reinfeld berudert werden. Des Weiteren bietet sich die Wakenitz für Wanderfahrten bis zum Ratzeburger See oder Schaalsee an.